# ベッコウトンボ
ベッコウトンボ（鼈甲蜻蛉）、学名 Libellula angelina は、トンボ科に分類されるトンボの一種。東アジアの植生の豊かな池沼に生息するが、生息環境の消失により絶滅の危機にある。

## 特徴
成虫は体長37-45mm（腹長♂25-31mm、♀24-28mm/後翅長30-34mm）ほどで、シオカラトンボより短いが太身である。胸部から腹部前半にかけては細かい毛に覆われ毛深い。翅には縁紋部・結節部・基部の3か所に濃い黒褐色斑がある。羽化後間もない未成熟な成虫は黄褐色で、翅の黒褐色斑と併せた外観が鼈甲を思わせることが和名の由来である。性成熟すると雄は一様な黒色になる。雌は腹部背面に黒い線が通るが他の大部分に黄褐色が残る。
近縁種のヨツボシトンボ（L. quadrimaculata asahinai Schmidt,1957）に似るが、本種の方がやや小さく、翅の紋様が大きいことで区別される。ヨツボシトンボはベッコウトンボと似たような環境を好み同所的に見られることもあるが、こちらは個体数が多く絶滅の心配はないとされている。

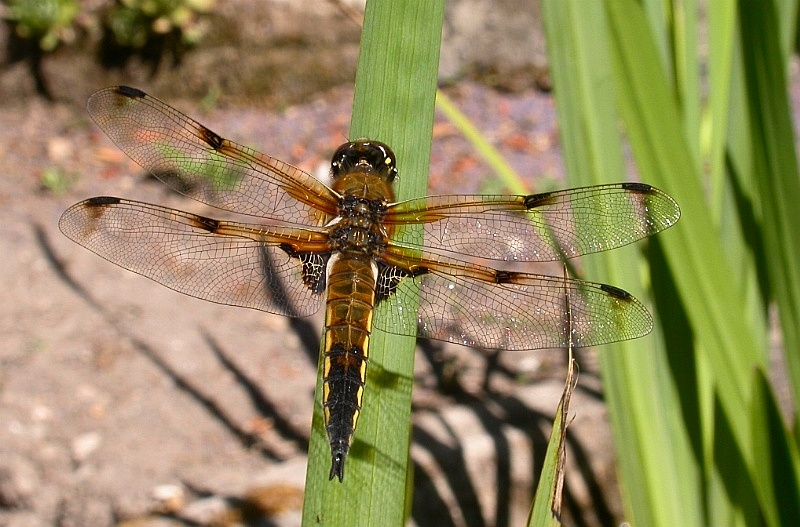
同属種ヨツボシトンボ（亜種不明） L. quadrimaculata

## 分布
日本では、かつて宮城県以南の本州・四国・九州に広く分布していたが、池沼の減少と環境の悪化によりその数は激減している。繁殖にはヨシやガマなどの挺水植物が繁茂している池沼・湿地と周辺の豊かな植生が不可欠で、現在の確実な生息地は静岡県・兵庫県・山口県と九州に点在するのみである。成虫個体のほとんどが生まれ育った水域に留まり、移出しないのも個体数減少の一因である。環境省のレッドデータブックでは2000年版から「絶滅危惧I類（CR+EN）」に指定され、2012年に公表されたレッドリストでは「絶滅危惧IA類（CR）」に指定された。また、国内希少野生動植物種（種の保存法）にも指定されており、捕獲が原則として禁止されている。
比較的多数の個体群が定着している繁殖地として、静岡県磐田市桶ヶ谷沼、大分県中津市野依新池、鹿児島県薩摩川内市藺牟田池などが知られる。日本以外では中国中北部と朝鮮半島に分布するが、韓国では近年確認されておらず、絶滅した可能性がある。

### 種の保全状況
- 絶滅危惧IA類 (CR)（環境省レッドリスト）

- 国内希少野生動植物種（種の保存法） - 1994年
都府県別レッドリスト
  - 絶滅 - 宮城県・新潟県・群馬県・栃木県・茨城県・千葉県・埼玉県・神奈川県・大阪府・岡山県・香川県・高知県
  - 絶滅危惧I類 - 東京都・静岡県・岐阜県・愛知県・三重県・滋賀県・京都府・兵庫県・徳島県・山口県・福岡県・大分県・佐賀県・長崎県・熊本県・宮崎県・鹿児島県
  - 情報不足 - 愛媛県

## 生活史
成虫は4-6月に出現し、日本産トンボ類の中でも観察できる期間が早く、短い。羽化のピークは4月下旬から5月上旬頃である。終齢幼虫は主に夜間、挺水植物の茎や水面に出た杭などに定位して羽化する。数時間その水域周辺に留まった後に水際から離れてススキなどが立枯れる草地へと移動する。成虫の体色は、この時に枯草に紛れるための保護色と考えられている。
草地に移った成虫はハエ類などの小昆虫を捕食しながら性成熟を待つ。羽化水域から離れた草地へ移動する習性は雌雄共に認められ、雄の場合は性成熟するまで、雌の場合は生殖行動を行う時以外は常時この草地で過ごす。繁殖に参加しないこの期間のことを前繁殖期と呼ぶ。
10日ほど後に性成熟した雄は水辺近辺に戻って縄張りを張るが、占有領域に対する執着はあまり強くない。このことが繁殖域での高密度の生息を可能にしている。
雄は雌を発見すると直ちに捕らえ、数秒から十数秒の短時間の交尾を行う。交尾後の雌は生い茂る挺水植物のなかに潜り込み、浅い水面に1,000-1,200個の卵を打水産卵する。2、3日で輸卵管はまた卵で満たされ、成虫の寿命である約1か月の間に10,000個程度の卵を産下すると考えられる。20日ほど後に孵化した幼虫（ヤゴ）は、ミジンコ、ボウフラ、ユスリカなど水中の小動物を餌にして育ち、12月頃までには体長17-22mmの終齢幼虫となって越冬する。
前述のように、成虫が生息するためには豊かな自然環境を必要とするが、幼虫も環境の変化には敏感で、池沼・湿地の陸地化が進行して底泥が固くなったり、水質が変化すると姿を消すことがわかっている。また、幼虫は採餌のための徘徊が不活発で、餌となる小動物の密度が薄くなると生存率が著しく低下する。